# Tony Banks
Anthony George "Tony" Banks (East Hoathly, Engleska, 27. ožujka 1950.) je britanski skladatelj i multi-instrumentalist, klavijaturist te jedan od osnivača sastava Genesis. Uz Mikea Rutherforda član je prve postave sastava. Autor je glazbe većine pjesama sastava. Osim djelovanja u Genesisu, Banks sklada filmsku i orkestralnu glazbu.

## Diskografija

### Genesis
- albumi sa sastavom Genesis

### Solo albumi
- 1979. A Curious Feeling
- 1983. The Wicked Lady (glazba iz filma)
- 1983. |The Fugitive
- 1986. Soundtracks (glazba iz filma)
- 1991. Still
- 2004. Seven: A Suite for Orchestra
- 2012. Six Pieces for Orchestra

### Bankstatement
- 1989. Bankstatement

### Strictly Inc
- 1995. Strictly Inc

## Vanjske poveznice
- Službena stranica